# Eerste divisie (mannenhandbal) 1986/87
De eerste divisie is de op een na hoogste afdeling van het Nederlandse handbal bij de heren op landelijk niveau. In het seizoen 1986/1987 werden Jahn II en Attila kampioen en promoveerden naar de eredivisie. HAKA/E&O 2, UDI, BDC en Internos degradeerden naar de tweede divisie.
Door de fusie tussen HV Ookmeer en HV Slotervaart werd het team van Slotervaart vervangen door OSC.

## Opzet
- De kampioen promoveert rechtstreeks naar de eredivisie (mits er niet al een hogere ploeg van dezelfde vereniging in de eredivisie speelt).
- De twee ploegen die als laatste eindigen, degraderen rechtstreeks naar de tweede divisie.

## Eerste divisie A

### Teams
| Ploeg               | Plaats      | Provincie     |
| ------------------- | ----------- | ------------- |
| Aalsmeer 2          | Aalsmeer    | Noord-Holland |
| AHC '31             | Amsterdam   | Noord-Holland |
| CSV                 | Akersloot   | Noord-Holland |
| HAKA/E&O 2          | Emmen       | Drenthe       |
| Hatrans/De Gazellen | Doetinchem  | Gelderland    |
| Hellas '57          | Leeuwarden  | Friesland     |
| Jahn II             | Stadskanaal | Groningen     |
| Olympia H           | Hengelo     | Overijssel    |
| OSC                 | Slotervaart | Noord-Holland |
| Sparta '75          | Groningen   | Groningen     |
| UDI                 | Arnhem      | Gelderland    |
| Volendam            | Volendam    | Noord-Holland |

### Stand
| Pos | Club        | Wed | Ptn | Opmerking                         |
| --- | ----------- | --- | --- | --------------------------------- |
| 1   | Jahn II     | 22  | 31  | Promoveert naar de eredivisie     |
| 2   | AHC '31     | 22  | 30  |                                   |
| 3   | De Gazellen | 22  | 29  |                                   |
| 4   | Sparta      | 22  | 24  |                                   |
| 5   | Aalsmeer 2  | 22  | 24  |                                   |
| 6   | CSV         | 22  | 23  |                                   |
| 7   | Volendam    | 22  | 21  |                                   |
| 8   | Olympia     | 22  | 21  |                                   |
| 9   | OSC         | 22  | 20  |                                   |
| 10  | Hellas '57  | 22  | 18  |                                   |
| 11  | HAKA/E&O 2  | 22  | 15  | Degradeert naar de Tweede divisie |
| 12  | UDI         | 22  | 8   | Degradeert naar de Tweede divisie |

## Eerste divisie B

### Teams
| Ploeg       | Plaats     | Provincie     |
| ----------- | ---------- | ------------- |
| Attila      | Utrecht    | Utrecht       |
| BDC         | Soest      | Utrecht       |
| Fancom/Bevo | Beringe    | Limburg       |
| EMM         | Middelburg | Zeeland       |
| Internos    | Etten-Leur | Noord-Brabant |
| Meteoor     | Eindhoven  | Noord-Brabant |
| Pius X      | Eindhoven  | Noord-Brabant |
| Quintus     | Kwintsheul | Zuid-Holland  |
| BAT/Seijst  | Zeist      | Utrecht       |
| Sittardia 2 | Sittard    | Limburg       |
| Tongelre    | Eindhoven  | Noord-Brabant |
| UDSV        | Zuilen     | Utrecht       |

### Stand
| Pos | Club        | Wed | Ptn | Opmerking                         |
| --- | ----------- | --- | --- | --------------------------------- |
| 1   | Attila      | 22  | 35  | Promoveert naar de eredivisie     |
| 2   | Fancom/Bevo | 22  | 30  |                                   |
| 3   | BAT/Seijst  | 22  | 27  |                                   |
| 4   | UDSV        | 22  | 26  |                                   |
| 5   | Quintus     | 22  | 25  |                                   |
| 6   | Tongelre    | 22  | 21  |                                   |
| 7   | Pius X      | 22  | 21  |                                   |
| 8   | Sittardia 2 | 22  | 20  |                                   |
| 9   | EMM         | 22  | 19  |                                   |
| 10  | Meteoor     | 22  | 19  |                                   |
| 11  | BDC         | 22  | 15  | Degradeert naar de Tweede divisie |
| 12  | Internos    | 22  | 6   | Degradeert naar de Tweede divisie |